# Медаль «За старанність» (Російська імперія)
Меда́ль «За стара́нність» (рос. Медаль «За усердие») була заснована в грудні 1801 р. Імператором Олександром I для нагороди цивільних осіб, які надали різноманітні послуги уряду. Пізніше нею також нагороджувались нижні військові чини за надстрокову службу.

## Опис
Медаль випускалася у трьох діаметрах: нагрудна — 30(29) мм, шийна — 51 мм, пам'ятна — 65 мм. Усі вони могли виконуватися або із золота, або зі срібла.
Після правління Олександра I медаль перезасновували ще чотири рази: за Миколи I, Олександра II, Олександра III та Миколи II, відповідно змінювалися написи:
- На аверсі — по колу: «Б.М. <ім'я правлячого імператора> ИМПЕРАТОРЪ И САМОДЕРЖЕЦЪ ВСЕРОСС.», всередині кругової написи поплічне зображення государя.
- На реверсі — концентричні кола та напис: ЗА УСЕРДIЕ. Під час правління імператора Миколи II зображення змінили — ліворуч знизу пальмова, дубова і лаврова гілки, вгорі праворуч прямий напис ЗА УСЕРДIЕ.

26 травня 1915 ріка імператор Микола II затвердив Положення Комітету міністрів про зміну проби та розміру золотих та срібних медалей «За старанність». Для медалей було знижено пробу. Розмір шийних медалей зменшувався до 45 мм, а нагрудних до 28 мм.
З 1916 медалі замість золота почали карбувати з жовтого металу, а замість срібла – з білого металу. На реверсі цих медалей стали поміщати букви: «Ж. М.» (жовтий метал) і «Б. М.» (білий метал). Тепер нагрудні та шийні «золоті» медалі стали називатися 1-го розряду, а «срібні» — 2-го розряду.

## Порядок нагородження
Згідно зі статтею 676 Зводу Законів Російської Імперії, нагородження цими медалями мало відбуватися в такій послідовності:
- нагрудна срібна на Станіславській стрічці
- нагрудна срібна на Аннінській стрічці
- нагрудна золота на Станіславській стрічці
- нагрудна золота на Аннінській стрічці
- шийна срібна на Станіславській стрічці
- шийна срібна на Аннінській стрічці
- шийна срібна на Володимирській стрічці
- шийна срібна на Олександрівській стрічці
- шийна золота на Станіславській стрічці
- шийна золота на Аннінській стрічці
- шийна золота на Володимирській стрічці
- шийна золота на Олександрівській стрічці
- шийна золота на Андріївській стрічці[1]

## Нагороджені
Перші нагороди трапились в 1809 році, коли вручили золоті медалі на червоних стрічках якутському купцю Горохову та московському купцю Єрмілову. Перший був заохочений за знаходження голови невідомого звіра на березі Льодовитого океану, тоді як Єрмілов під час війн із Туреччиною та Францією займався постачанням російських військ. Ще по одній золотій і срібній медалі вручили купцям М. Чернишеву та Т. Добрякову. Срібну медаль вручили першому за успішне золочення куполів Іванівської дзвіниці, а Чернишова заохотили за подарунок Олександру срібного кубка з позолотою.
Велика кількість власників нагород отримали свої відзнаки під час Французько-російської війни 1812 року. Наприклад, 1816 р. заохочений нагородою на Аннінській стрічці листоноша Литовського поштамту Шмігельський, який зберіг від ворога грошову пошту. У 1817 р. відзнаку на блакитній стрічці вручили старості Большакову, який завідував Петербурзьким монетним двором. За сприяння поліцейським під час упіймання злодіїв та дезертирів, а також за допомогу на пожежах нагороджений міщанин Муромцев, який проживав у Калузькій губернії.
Весною 1817 року на Монетному дворі у Санкт-Петербурзі випустили унікальну золоту медаль маленького розміру, діаметр якої становив 28 міліметрів. На сьогоднішній день немає історичних відомостей щодо того, кому вручили нагороду. Виготовляли також медалі великого розміру діаметром близько 65 мм, які були як срібними, так і золотими. Нагороди виготовлялися без вушка та вважалися подарунковими. За час царювання імператора Олександра першого кавалери отримали близько 1000 золотих відзнак, а ще 800 чоловік удостоїлися 800 срібних нагород, які носили на шиї.
Відомі випадки носіння медалі на нагородних стрічках Святого Андрія Первозванного та Святого Олександра Невського. За час нагородження медаллю всього три рази нею заохотили кавалерів за бойові заслуги, які носили відзнаку на стрічці Святого Георгія.
Через велику кількість претендентів значна кількість отримувала відмову в нагородженні. У випадку якщо підставою на медаль була меценатська діяльність на користь церкви, нагородження медаллю могли замінити на «благоволення Святійшого синоду» як це трапилось з представленням сумського купця Кирила Алчевського.